# Гумба (гриб)
Гу́мба (яп. クリボー, Курібо:, англ. Goomba) — злий гриб, придуманий для ігрової серії Mario. Присутні практично у всіх іграх серії. Їх японське ім'я «Курібо» перекладається як «каштанова людина». «Gomba» на угорській означає «гриб». Слово «Гумба» в американському варіанті англійської позначає образливий термін для італо-американця.

## Концепція та історія створення
Гумбо були придумані в 1985 році під час створення гри Super Mario Bros.. Коли гра пройшла заключне тестування, розробники задумалися над тим, що в ній відсутні слабкі вороги, які не потребують особливих навичок для їх знищення, тому в гру в терміновому порядку були додані дані персонажі, прототипом яких став гриб шіїтаке. Так як на картриджі залишалося дуже мало місця, то Гумб довелося зробити якомога простіше. Зробили простий коричневий ромб з найпростішою анімацією в 2 кадри. З тих пір гриби Гумба знайшли безліч різновидів і зустрічаються майже у всіх наступних іграх.

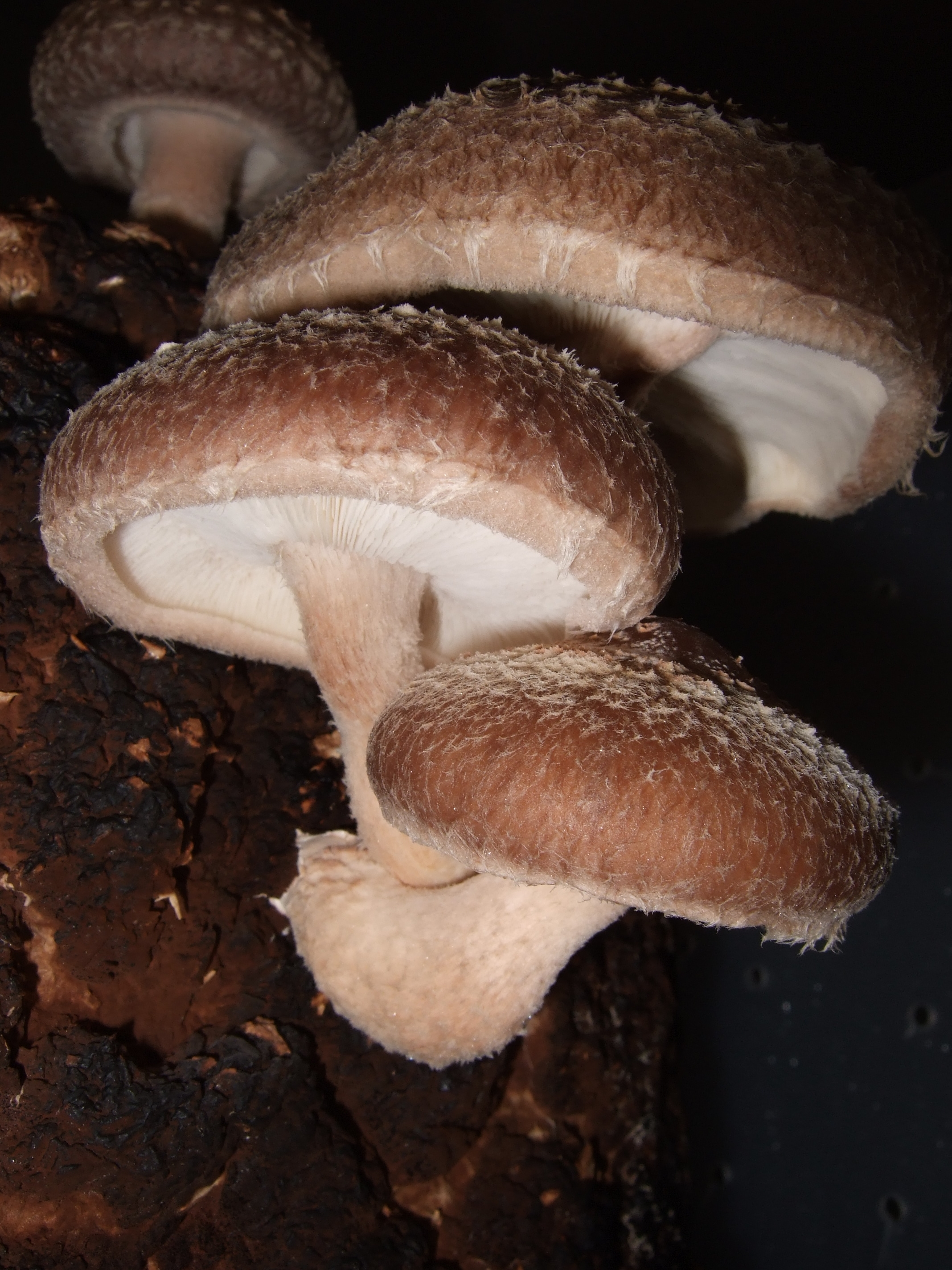
Гриби шіїтаке, на основі яких був створений Гумба. Капелюшок і ніжка шіїтаке мають ті ж самі кольори, що й Гумба.

У гумб великі очі, довгі брови, ікласті роти і дві округлі ноги. У передачах і журналах Dendy їх зазвичай називали совами. Це найбільш примітивні вороги, які знищуються одним стрибком, багато хто з них навіть не вміли гальмувати перед обривом. У наступних іграх з'явилися літаючі гумби, великі гумби, різнокольорові гумбо і т. д. Але суть їх не змінилася. В Super Mario World гумби набули кулястої форми і змінили японське ім'я (яп. クリボン). У цій же грі вони не можуть бути розчавлені. стрибок на них приголомшує їх, що дає Маріо кинути приголомшеного Гумба на ворога, перемігши їх обох.

## Екранізації
У Супершоу супербратів Маріо зустрічалися гумбо-мумії і гумбо-наглядачі. У кінофільмі Супербрати Маріо гумбами називали дееволюціонувавших мешканців паралельного світу. Перетворившись на гумба, вони ставали величезними, тупими і слухняними солдатами Боузера.